# Piazza delle Erbe
La Piazza delle Erbe es la plaza más antigua de la ciudad de Verona, Italia, situada en la zona del antiguo foro romano. En la edad romana era el centro de la vida política y económica; con el tiempo los edificios romanos han sido sustituidos por edificios medievales. En 2012 se consideró la plaza italiana más recomendada del mundo según una investigación realizada por la Fondazione Marilena Ferrari, que revisó durante un año las sugerencias de viajes de cien de los principales periódicos del mundo.

## Urbanismo

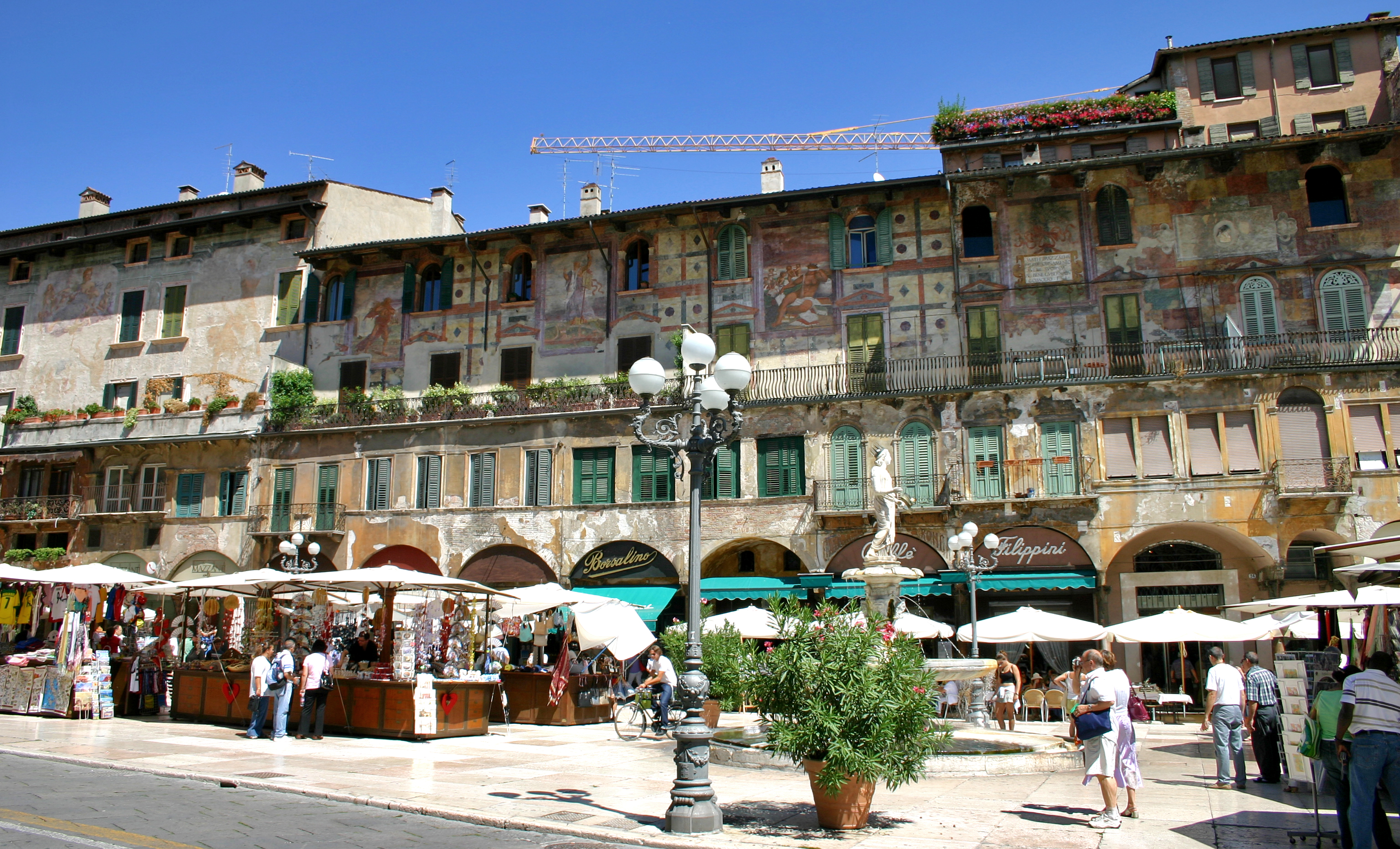
Una vista de conjunto de la plaza: en el centro la fuente de Madonna Verona y detrás las Case Mazzanti.

El lado norte está ocupado por el antiguo Palazzo del Comune, la Torre dei Lamberti, la Casa dei Giudici y las Case Mazzanti.
El lado oeste, el más pequeño, está cerrado por el Palazzo Maffei, de estilo barroco y adornado con estatuas de dioses griegos: Júpiter, Hércules, Minerva, Venus, Mercurio y Apolo.
El lado noroeste de la plaza se eleva en el lugar del antiguo capitolio romano, que miraba hacia el Foro. Muchas viviendas conservan frescos. En el lado sur está la Casa dei Mercanti (o Domus Mercatorum), donde actualmente tiene sede la Banca Popolare di Verona. Las otras casas, menos conocidas, recuerdan por su relación altura-anchura las casas torres de origen comunal.
Entre 1884 y 1951 atravesaban la plaza las vías del tranvía de Verona.

## Monumentos

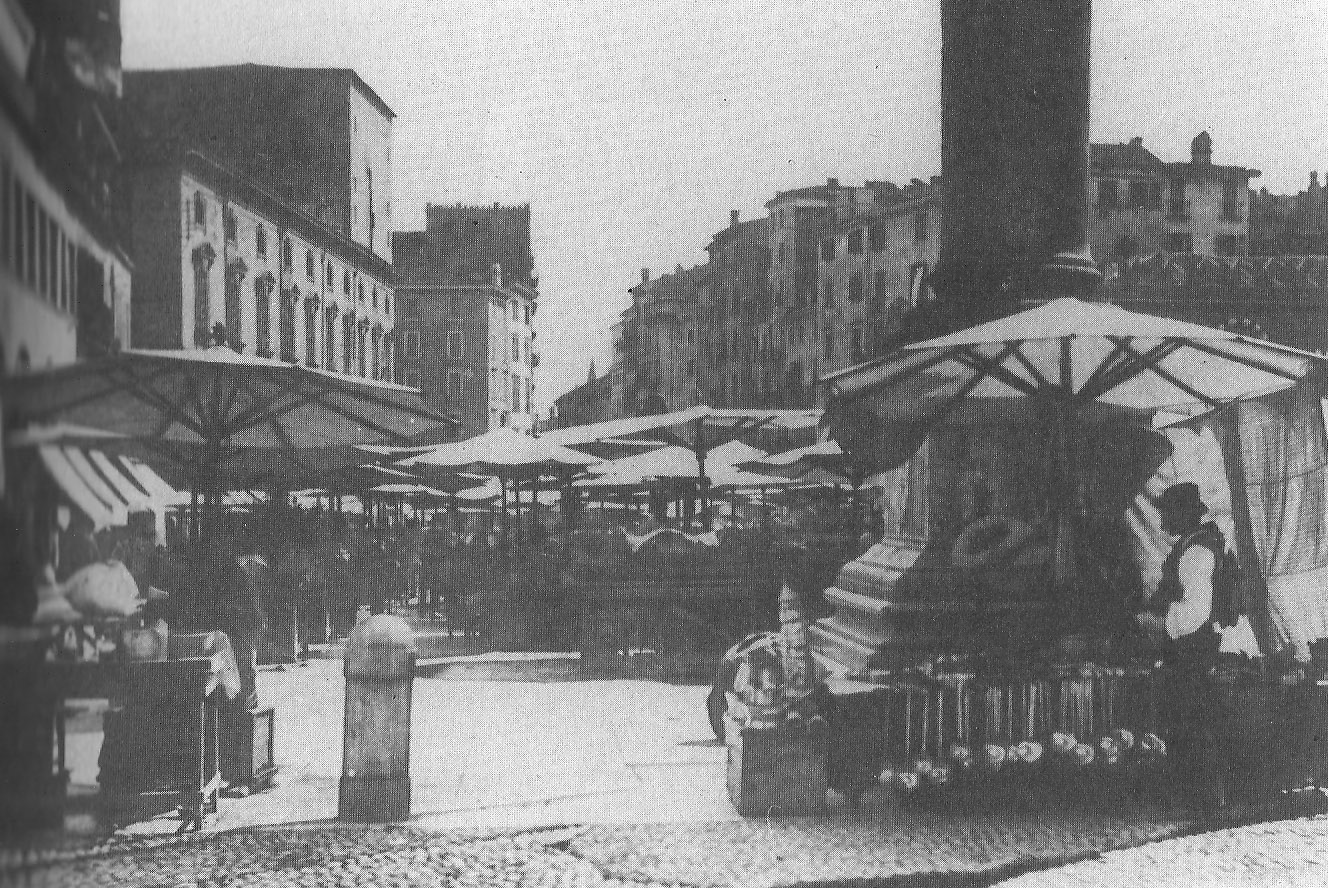
La Piazza delle Erbe a mediados del.

El monumento más antiguo de la plaza es la fuente coronada con la estatua denominada "Madonna Veronese". Esta estatua es en realidad de la época romana, fechada en 380.
Otro monumento histórico es el capitel, llamado Tribuna. Se fechó en torno al siglo XIII, época en la que fue utilizado para varias ceremonias: en particular bajo él se sentaban los podestà durante la ceremonia de toma de posesión y allí prestaban juramento los pretores. 
Hacia la Via Cappello hay una antigua columna coronada con un quiosco del siglo XIV, en cuyas hornacinas están esculpidas con relieve las figuras de la Virgen y de los santos Zenón, Pedro Mártir y San Cristóbal.
Delante del Palazzo Maffei hay una magnífica columna de mármol blanco, en cuya cima está el león de San Marcos, símbolo de la República de Venecia.

## Galería de imágenes

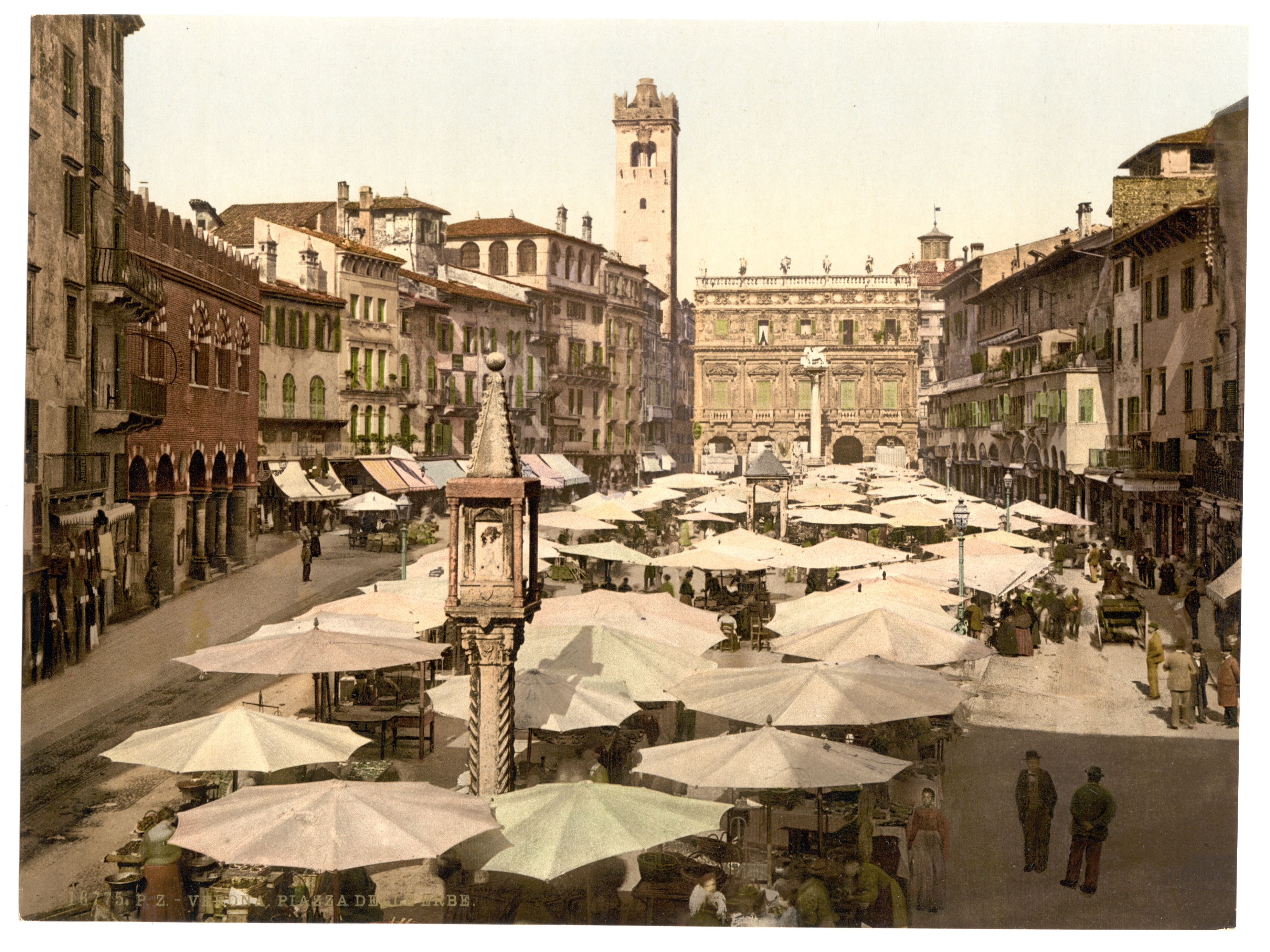
La plaza entre 1890 y 1900.
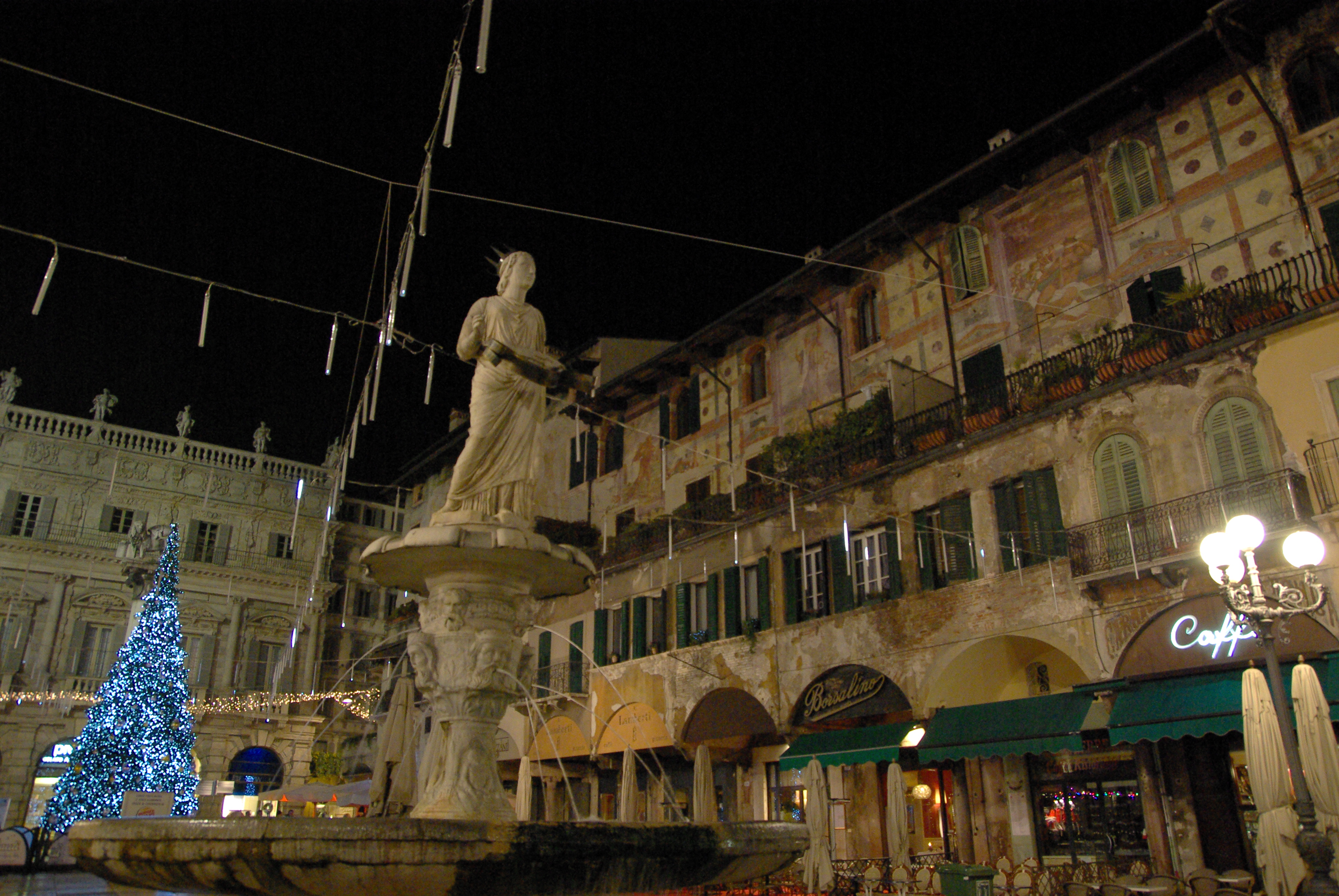
La Piazza delle Erbe en Navidad: fontana Madonna Verona, fondo Palazzo Maffei (Verona), a la derecha Casa Mazzanti.
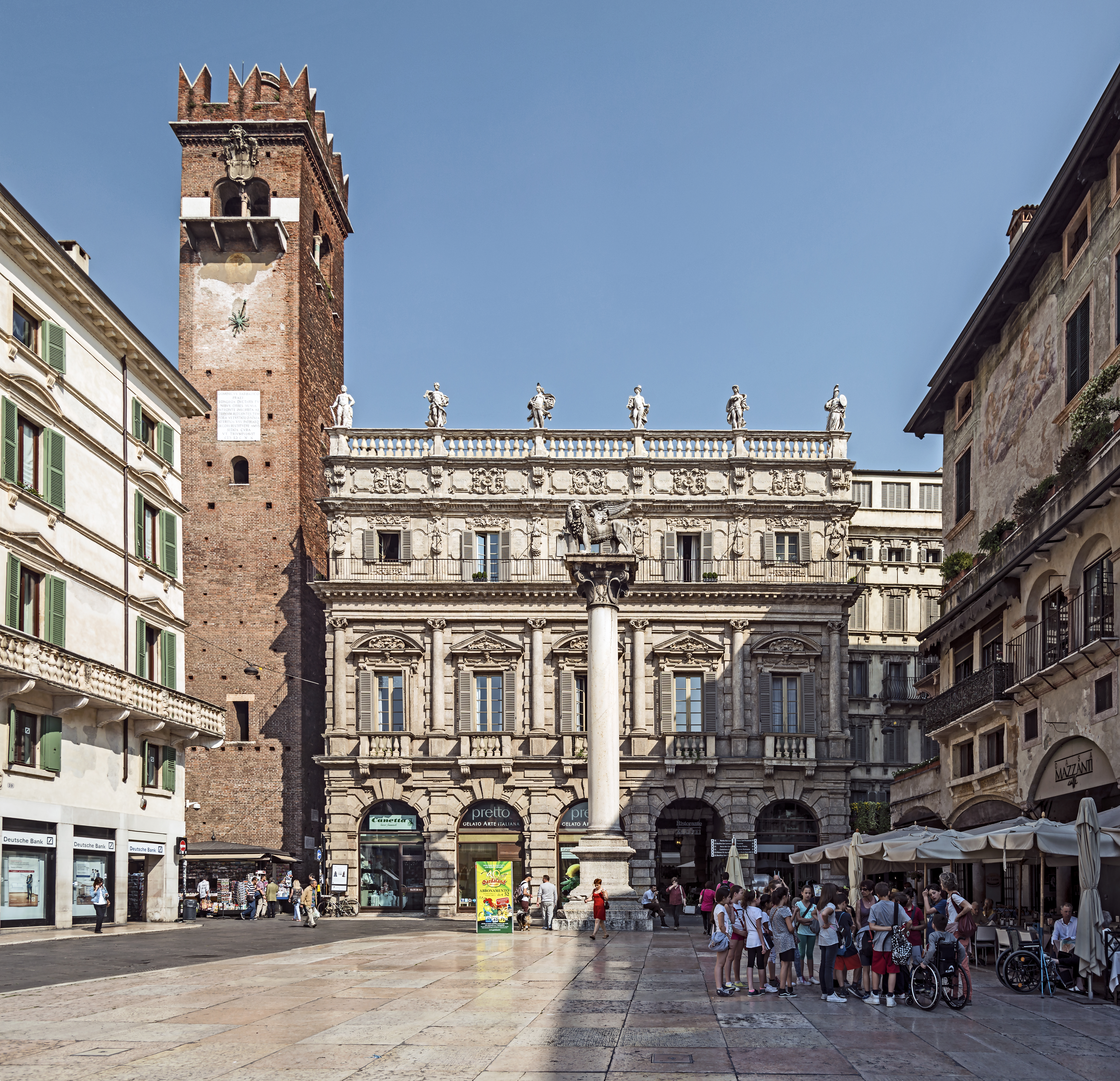
La Piazza Erbe hacia el Palazzo Maffrei
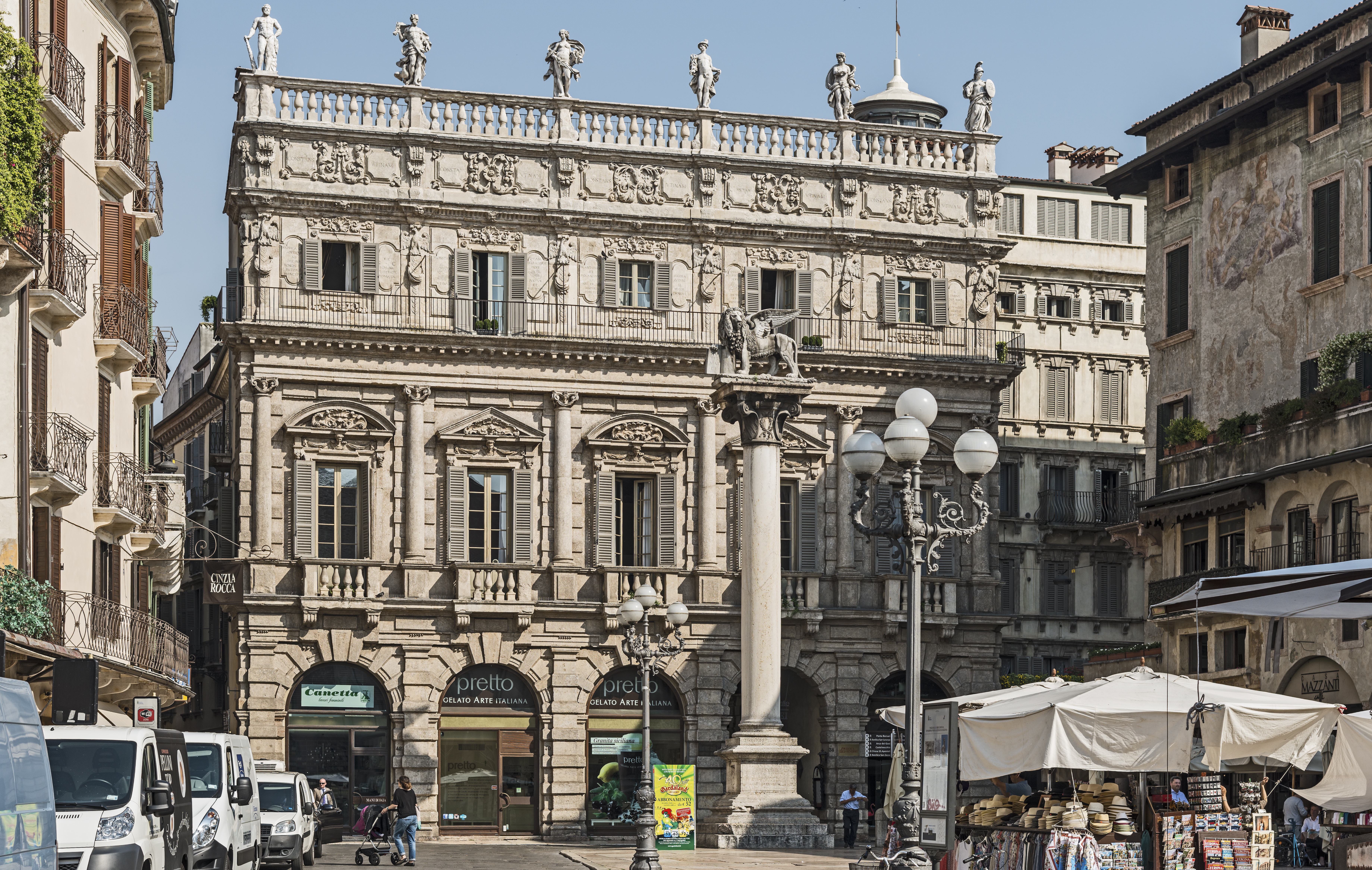
Palazzo Maffei.
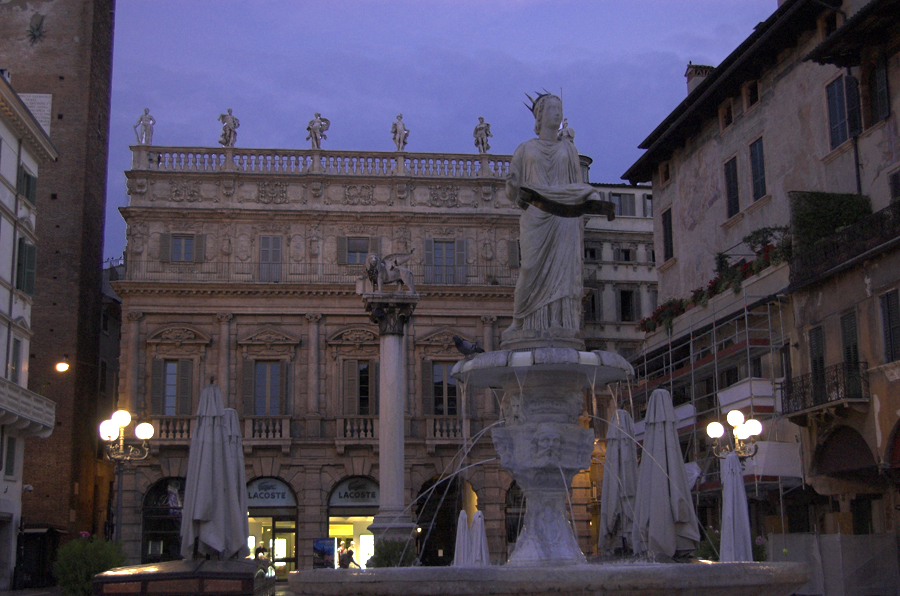
La fuente de Madonna Verona.
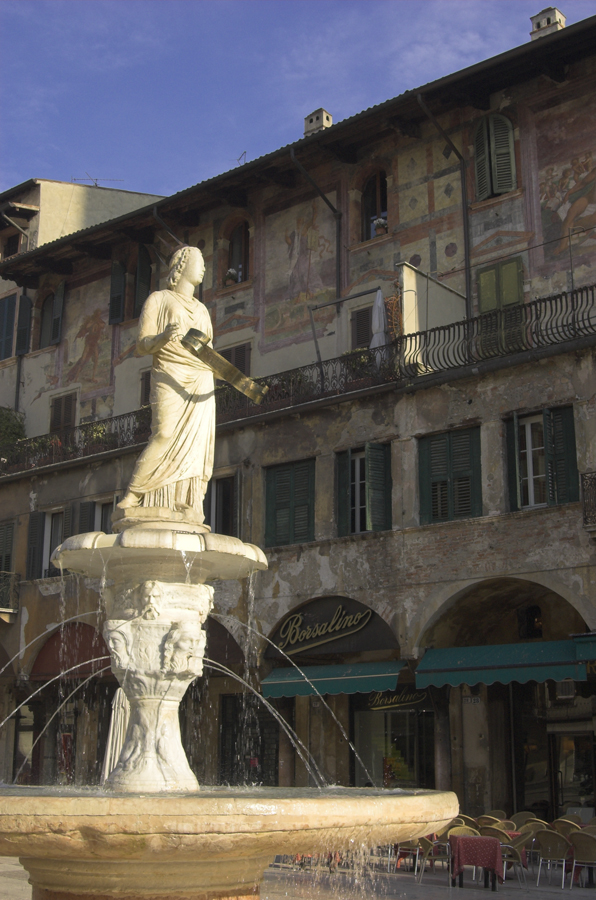
Otra vista de la fuente.
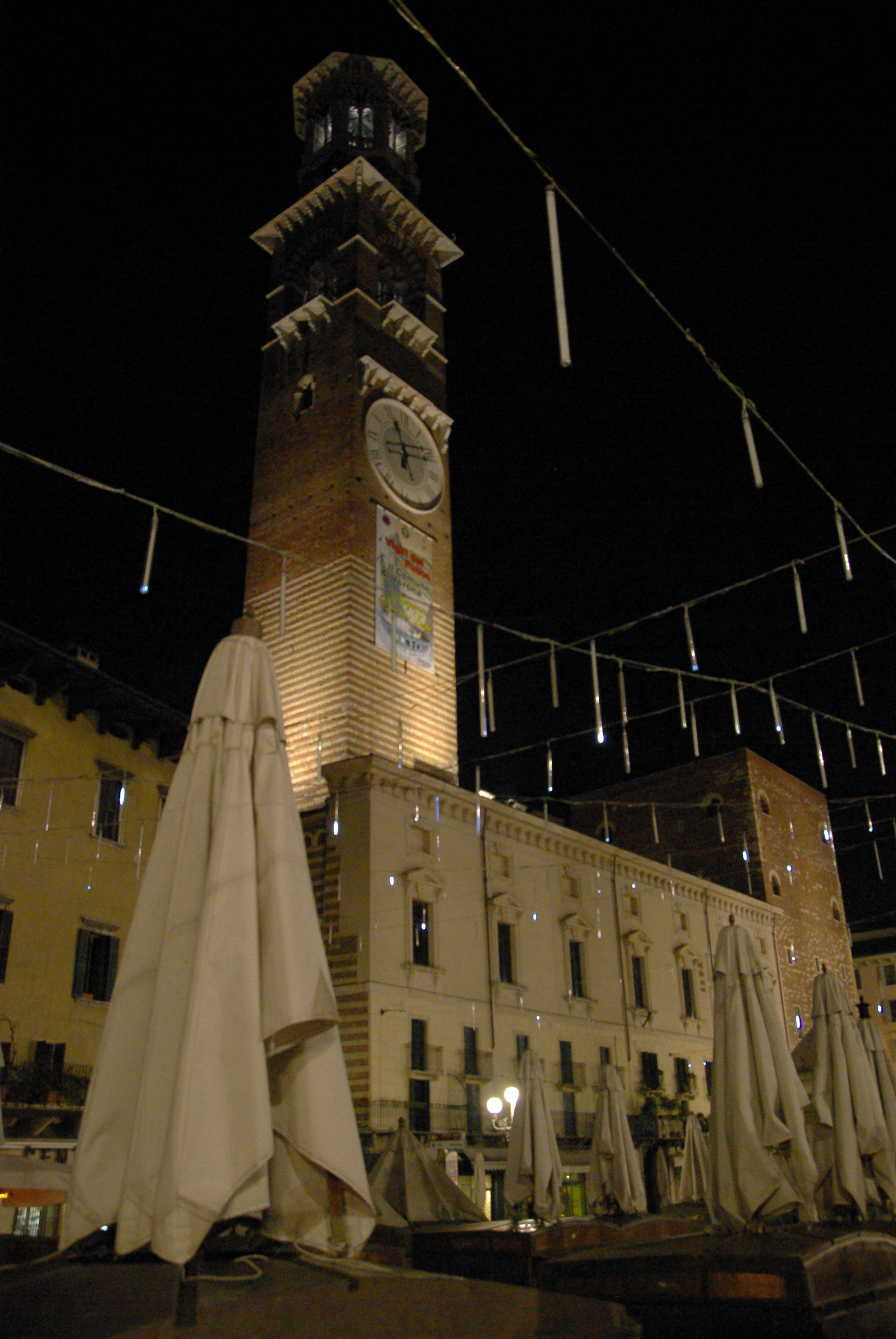
Palazzo della Ragione y torre dei Lamberti.
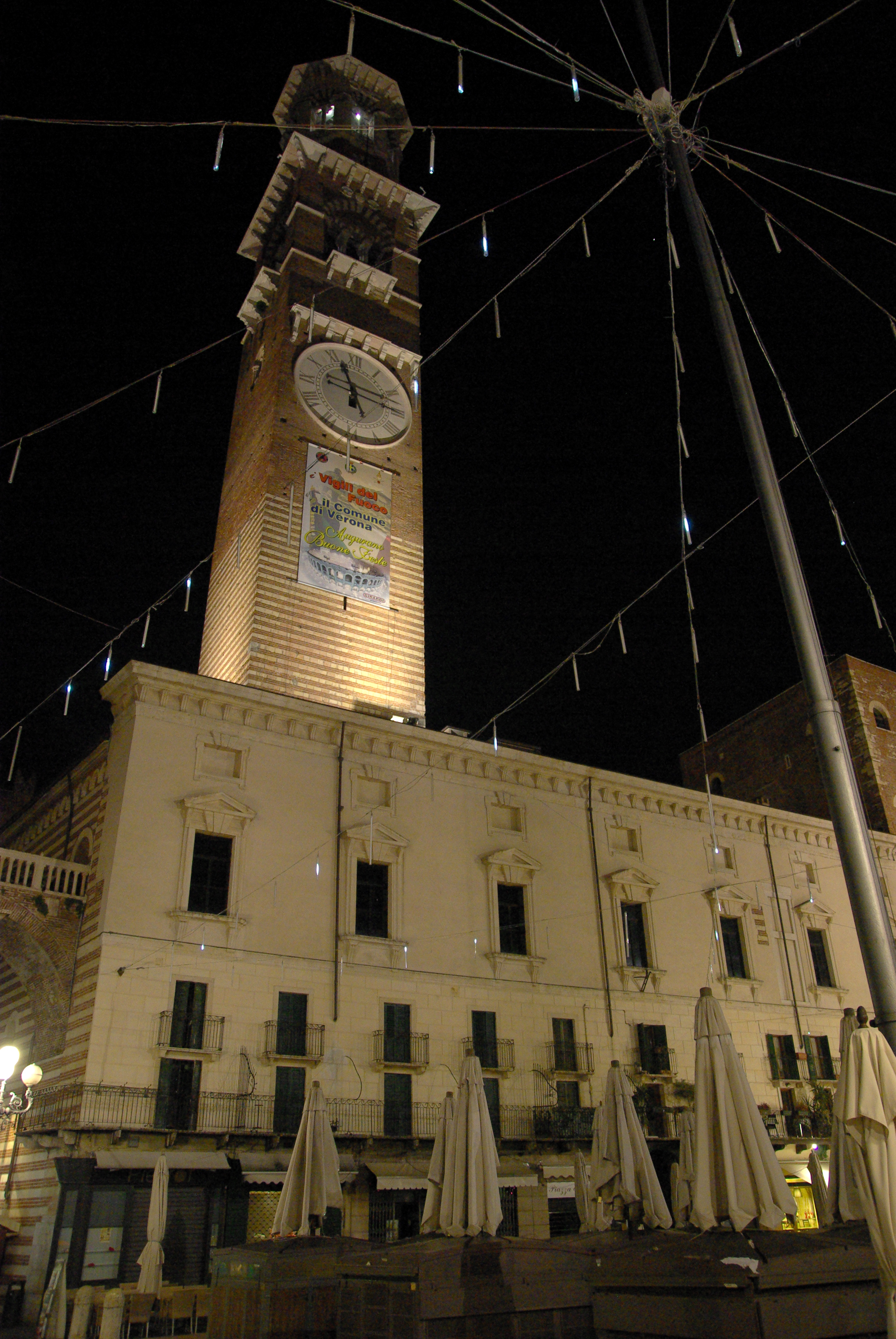
Palazzo della Ragione y torre dei Lamberti.
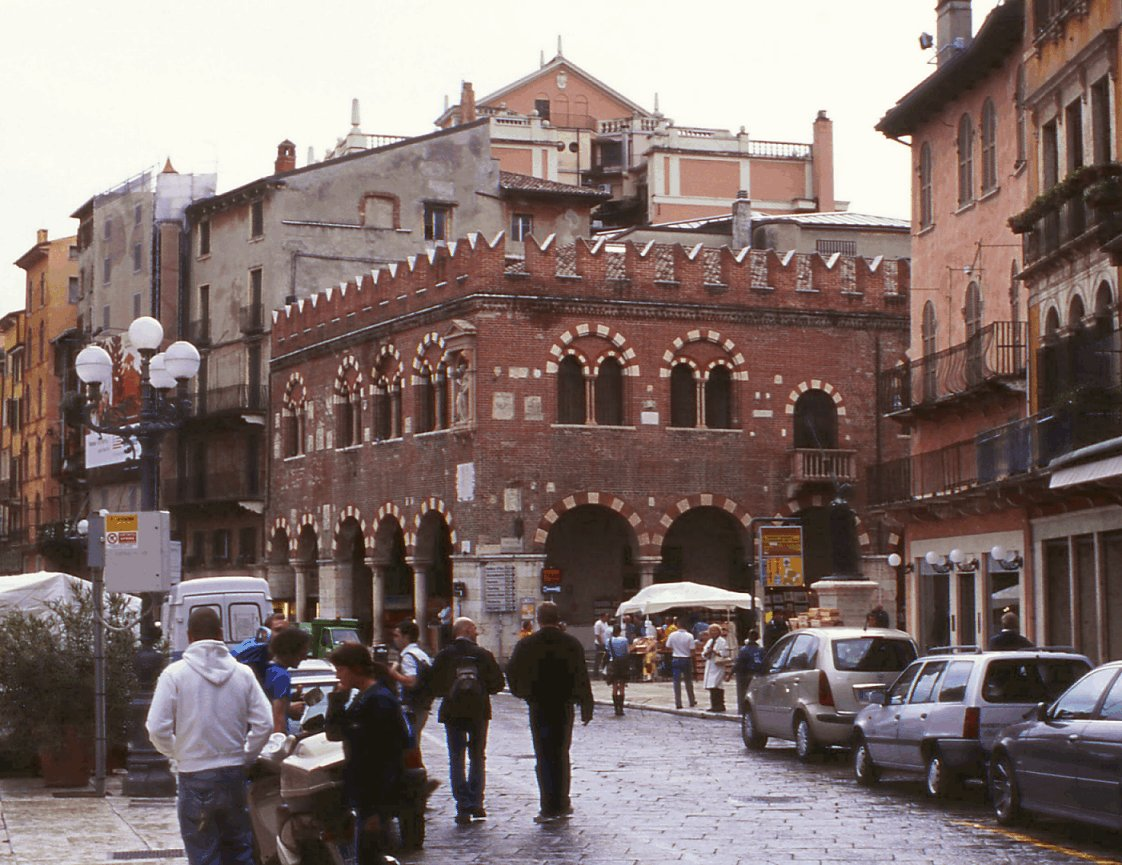
La Domus Mercatorum.
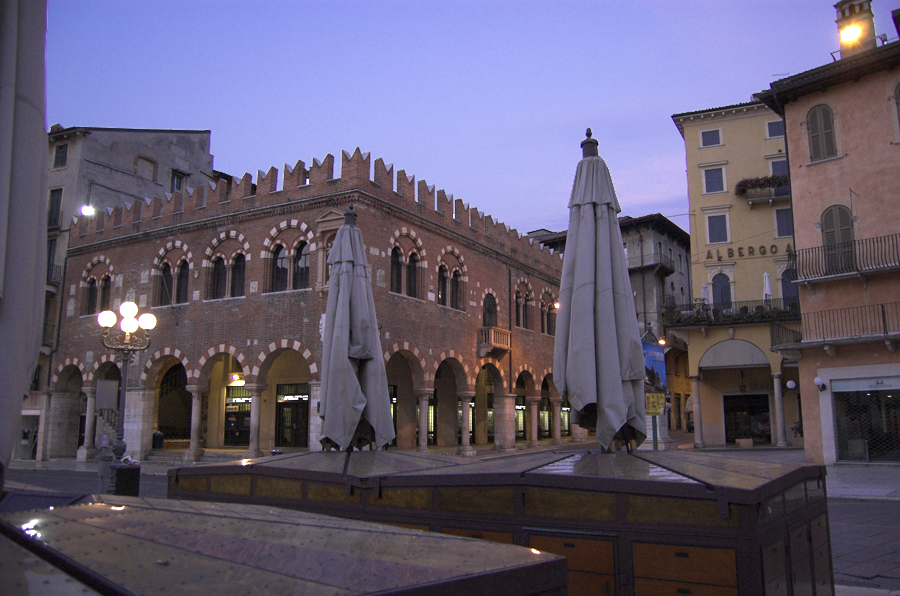
Otra vista de la Domus Mercatorum.
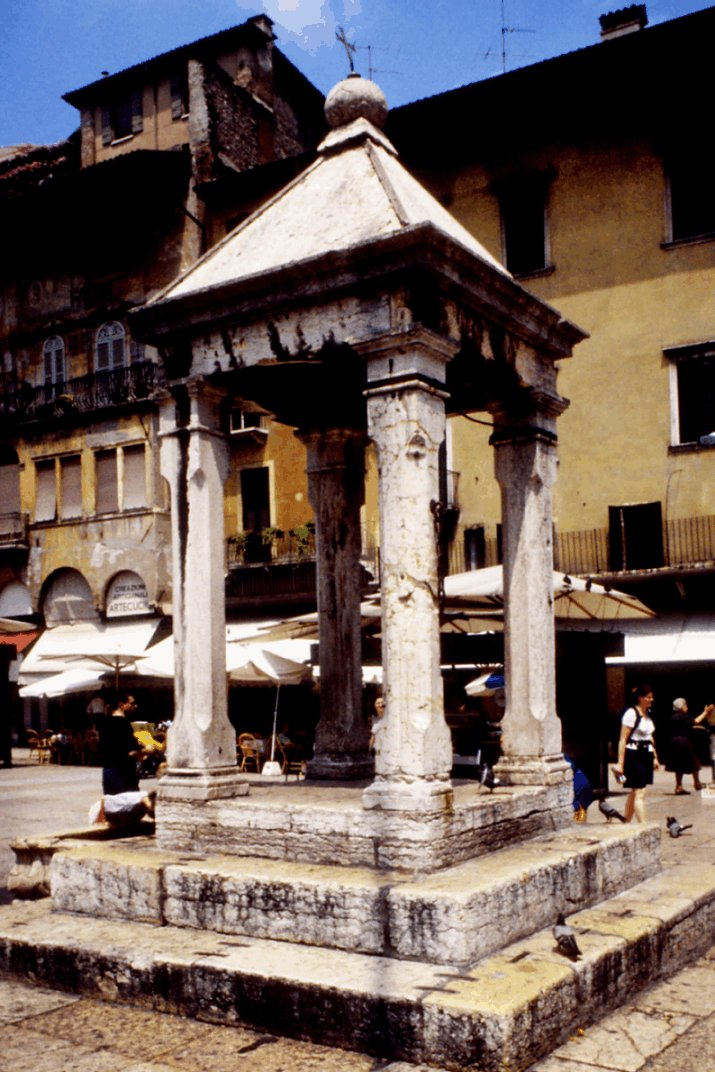
La "tribuna".
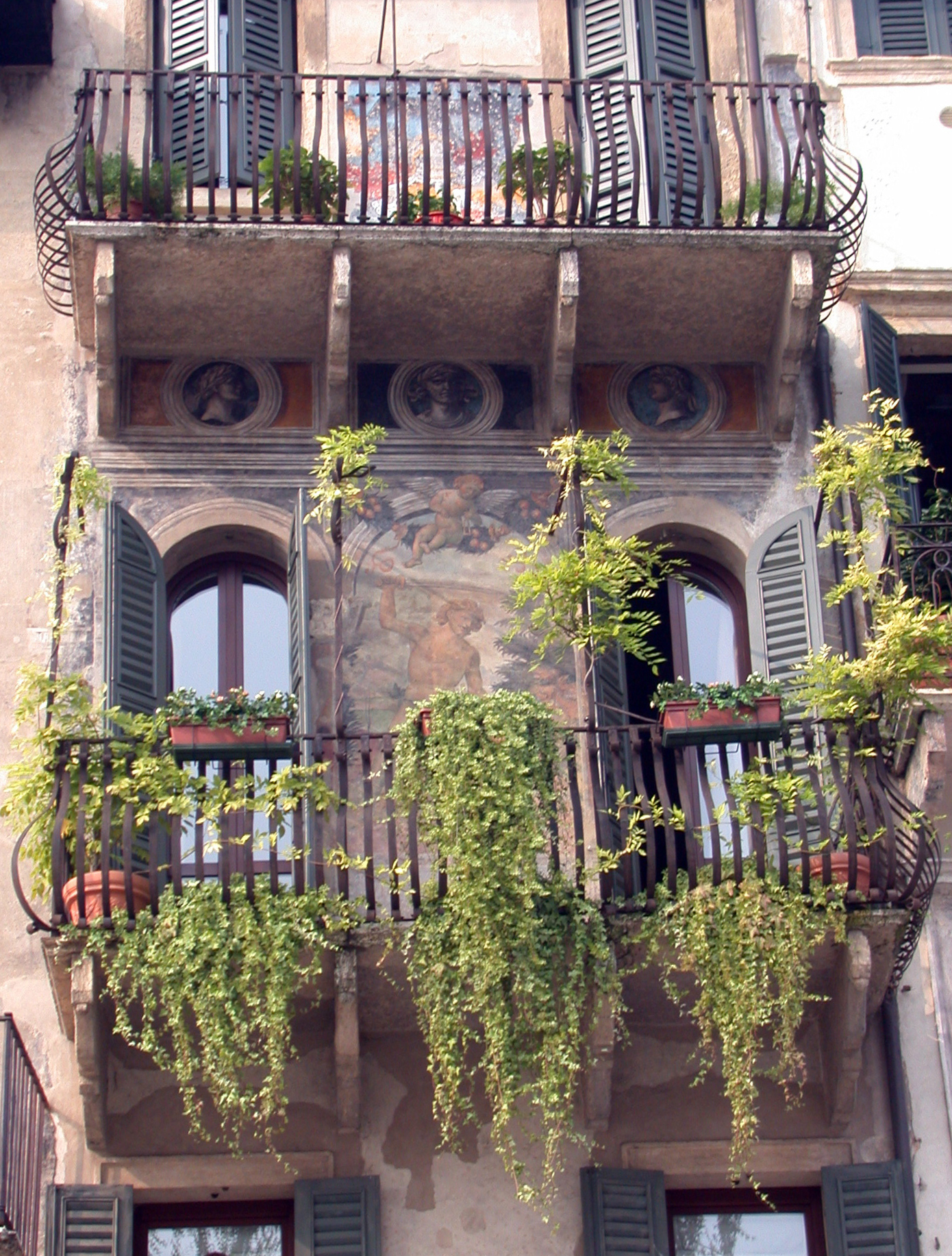
Casas decoradas con frescos en el lado oeste de la plaza.